# Communicatie (opleiding)
Communicatie is in Nederland een opleiding in het hoger onderwijs. In Vlaanderen spreekt men vaak over een bachelor in communicatiemanagement.

## Beschrijving
Beide soorten opleidingen onderscheiden zich van de universitaire (master)opleiding in de communicatiewetenschap. De Nederlandse communicatieopleiding is een bacheloropleiding die gegeven wordt aan diverse hogescholen. Het is een vierjarige opleiding die zowel in voltijd, deeltijd als duaal gevolgd kan worden. De drie jaar durende Vlaamse "bachelor in communicatiemanagement" wordt aan een achttal hogescholen aangeboden, soms met lichte naamsvariatie als "bedrijfscommunicatie", "pers- en voorlichting".

## Toelatingseisen
Leerlingen worden toegelaten met diploma's van de mbo-niveau 4, havo en vwo van alle profielen. Iemand die aan deze opleiding is afgestudeerd, krijgt de titel bachelor of business administration (BBA) of iemand die binnen het hoger communicatief onderwijs (hco) is afgestudeerd, krijgt de titel bachelor of communications (BComn).

## Beroepen
Beroepen die aansluiten op deze opleiding zijn onder meer: communicatiemedewerker of communicatieadviseur, communicatiemanager, medewerker interne communicatie, voorlichter bij de overheid of in het bedrijfsleven, persvoorlichter, mediaplanner of adviseur, accountmanager bij een reclamebureau, verkoopmanager of sponsor of evenementenmanagement, of journalistieke werkzaamheden.